# Down on the Waterfront
Down on the Waterfront ist ein US-amerikanischer Kurzfilm von 1993 unter der Regie von Stacy Title. Die Hauptrollen sind besetzt mit Jason Alexander und Ed Asner. Der Film war 1994 für einen Oscar in der Kategorie „Bester Kurzfilm“ nominiert.

## Inhalt
Die Filmemacher Howie Silver und Bobby Gleason treffen sich mit Gewerkschaftsfunktionären und Unions-Beamten. Sie wollen unbedingt einen Spielfilm drehen, der den stark angeschlagenen Ruf der International Longshoremen’s Association (I.L.A.), einer nordamerikanischen Gewerkschaft, die Hafenarbeiter entlang der Ostküste der Vereinigten Staaten und Kanadas, der Golfküste, der Großen Seen, Puerto Ricos und der Binnenwasserstraßen vertritt, wieder verbessern soll. Um sich vertiefende Einblicke zu verschaffen, sind entsprechende Recherchen notwendig.

## Produktionsnotizen
Produziert wurde der Film von Down on the Waterfront Productions. Jonathan Penner, der zusammen mit seiner Ehefrau Stacy Title für den Oscar nominiert war, schrieb auch das Drehbuch gemeinsam mit ihr, war an der Produktion des Films beteiligt und wirkte im Film auch als Schauspieler mit.

## Auszeichnung
Academy Awards, USA 1994
- Oscarnominierung für Stacy Title und Jonathan Penner in der Kategorie „Bester Kurzfilm“[2]